# Alexandre Despatie
Alexandre Despatie (* 8. Juni 1985 in Montreal) ist ein kanadischer Wasserspringer.
Despatie begann im Alter von sechs Jahren mit dem Sport. Während seiner Schulzeit am Andre Gasset College entwickelte er sich zu einem der hoffnungsvollsten Talente Kanadas. Die erste internationale Spitzenplatzierung erreichte er 1998 im Alter von 13 Jahren mit seinem Sieg im 10-m-Turmspringen bei den Commonwealth Games. Als jüngster Sieger in einem Wassersprungwettbewerb wurde er in das Guinness-Buch der Rekorde aufgenommen.
Bei den Olympischen Spielen 2000 in Sydney errang er vom Turm den vierten Platz. Im Jahr darauf gewann er bei den Schwimmweltmeisterschaften 2001 in Fukuoka im gleichen Wettbewerb Silber und wurde schließlich zwei Jahre später bei den Schwimmweltmeisterschaften 2003 in Barcelona Weltmeister.
Bei den Olympischen Spielen 2004 in Athen belegte er im Synchronspringen vom Turm zusammen mit seinem Teamkollegen Philippe Comtois Platz fünf. Im Einzel gewann er vom 3-m-Brett die Silbermedaille und als aktueller Weltmeister vom 10-m-Turm wurde als einer der Favoriten nur Vierter.

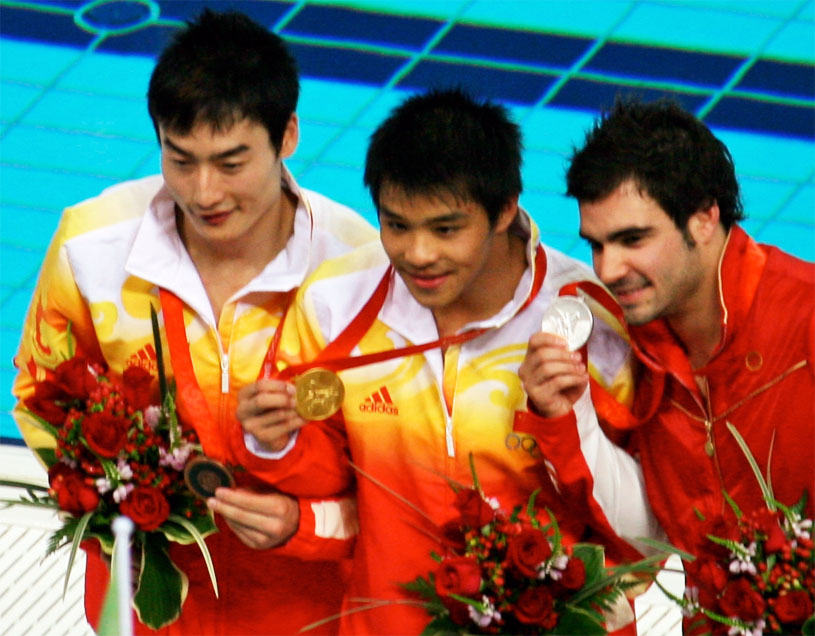
Silbermedaillen-Gewinner Alexandre Despatie gemeinsam mit Qin Kai (li., Bronze) und He Chong (Gold) bei den Olympischen Spielen in Peking (2008)

2005 gewann Alexandre Despatie bei den Schwimmweltmeisterschaften in seiner kanadischen Heimat Montreal den Titel in der Konkurrenz vom 3-m-Brett vor dem US-Amerikaner Troy Dumais und dem Chinesen He Chong. Mit 813,60 Punkten gelang es Despatie als erster Wasserspringer bei Weltmeisterschaften die magische Hürde von 800 Punkten zu überwinden. Kurze Zeit gelang ihm auch beim Wettbewerb vom 1-m-Brett mit 489,69 Punkten souverän der Sieg, vor dem chinesischen Titelverteidiger Xiang Xu (445,68) und dessen Landsmann Wang Feng (445,56).
Bei den Weltmeisterschaften 2007 in Melbourne gewann er erneut zwei Medaillen, Silber vom 3-m-Brett und zusammen mit Arturo Miranda im 3-m-Synchronspringen. Im folgenden Jahr konnte er bei den Olympischen Spielen in Peking seine Silbermedaille vom 3-m-Brett von Athen wiederholen, im Synchronspringen wurde er mit Miranda Fünfter. Auch bei den Weltmeisterschaften 2009 konnte er wieder zwei Medaillen gewinnen, Bronze vom 3-m-Brett und mit seinem neuen Synchronpartner Reuben Ross im 3-m-Synchronspringen.
Despatie gewann zudem insgesamt elf Medaillen bei Commonwealth Games, darunter neun Goldmedaillen. Er ist damit der erfolgreichste kanadische Athlet bei den Games. Sieben weitere Medaillen gewann er bei Panamerikanischen Spielen, darunter vier Goldmedaillen.
Von Diving Canada wurde Despatie zwischen 2000 und 2003 viermal in Folge zum Wasserspringer des Jahres gewählt. Der kanadische Schwimmverband wählte ihn 2000 und 2001 zum Sportler des Jahres. Despatie wurde gegen Ende seiner Karriere von seinem früheren Synchronpartner Arturo Miranda trainiert.
2024 wurde Despatie in die International Swimming Hall of Fame aufgenommen.